# Бута

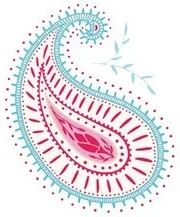

Бута́ или пейсли, турецкий огурец, персидские огурцы, восточный огурец, индийский огурец, турецкий боб — миндалевидный узор с заострённым загнутым верхним концом. Мотив бута известен у многих народов Востока на обширной территории. Хорошо известен в странах Ближнего Востока и в Европе.
Узоры и рисунки с мотивами бута встречаются в оформлении ковров, кялагаи и тканей, в росписях произведений декоративно-прикладного искусства, а также в декоре архитектурных сооружений.

## История
Данный орнаментальный мотив был характерен для Персии и Ирана со времён династии Сасанидов (III—VII века) и развился до многообразия форм уже к XVI—XVIII векам — времени правления династии Сефевидов.
Распространился во многие азиатские страны и использовался во всех сферах жизни — украшал регалии и одежду знати, ювелирные изделия, посуду, предметы домашнего обихода и религиозного культа, в этой форме пеклись лепёшки.
Завоевал популярность в России и в Западной Европе в новое время (XVIII—XIX века) благодаря импортируемым с Востока кашемировым тканям с «миндалевидным» узором.
В Великобритании узор «бута» получил распространение после того, как возвращавшиеся из колоний служащие британской армии привозили домой восточные ткани (первая половина XVII века). Основным центром производства дешёвых тканей с таким орнаментом в Западной Европе стал шотландский город Пейсли (в честь которого орнамент и получил своё название на Западе). Пейсли был не единственным местом, где производили ткани с этим рисунком.
Производство процветало около полувека, а затем орнамент вышел из моды. Изредка к нему прибегали дизайнеры, искавшие вдохновение в исторических костюмах. Очередной взрыв популярности пришёлся на времена хиппи — 1960-е годы. Пестрота орнамента подошла психоделическим и цветочным предпочтениям субкультуры. И снова забвение.
В начале 1980-х Джироламо Этро, основатель модного дома Etro, совершая путешествие по Индии, впервые увидел там узоры, наносимые местными жителями на кашемир. В 1981 году Дом моды Etro выпускает коллекцию декоративных тканей с орнаментом «пейсли». Позднее английская марка Cole & Son выпустила с ним несколько коллекций обоев.

## Бута у народов мира

### Азербайджан
«Бута» является характерной деталью азербайджанского национального орнамента. Этот мотив считается древнейшим в национальном орнаменте Азербайджана; он занимает видное место среди узоров набойки. Имеются набивные изделия, украшенные только бута. Мотив бута часто использовался азербайджанскими мастерами; существует много его разновидностей, некоторые из них имеют символическое значение. Но особое распространение узоры бута получили в Гянджинской зоне, став почти неотъемлемой деталью коврового орнамента. Узоры бута встречаются на нескольких видах азербайджанских ковров, среди которых можно отметить такие, как «Хила-бута», «Ширван-бута», «Шабалыт бута».
В Баку расположено здание дворца «Buta Palace», на котором изображена бута. С 2004 года бута является логотипом азербайджанской нефтегазовой компании Azpetrol (на автозаправочной станции компании в Мардакяне стоит здание супермаркета, выполненное в форме «бута»). Бута также была изображена на эмблеме чемпионата мира по футболу среди девушек до 17 лет, прошедшего осенью 2012 года в Азербайджане.

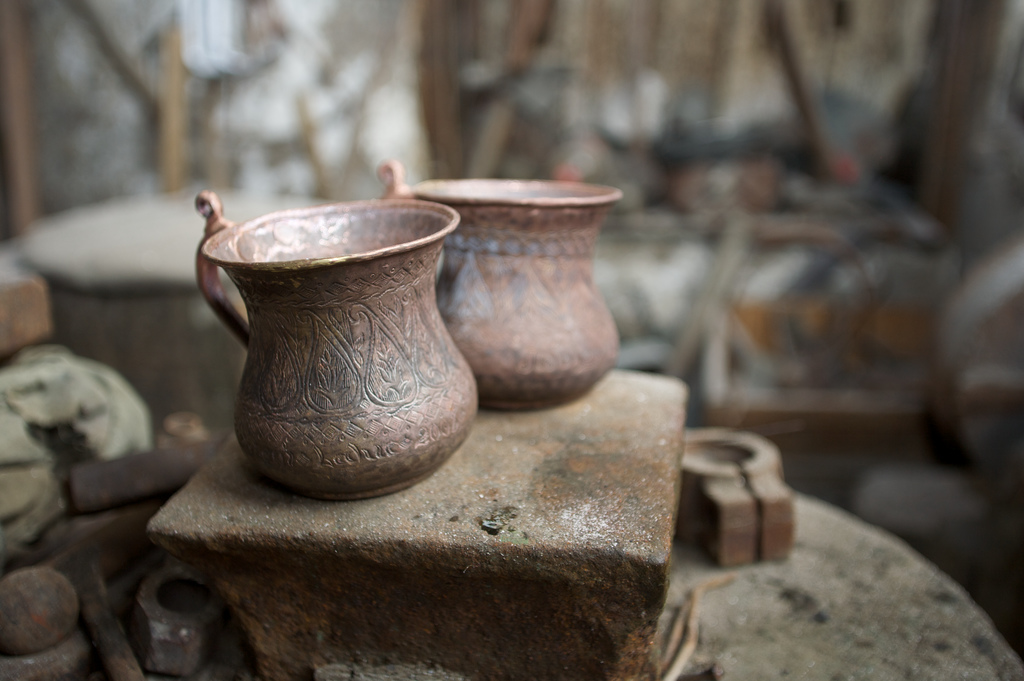
Бута на медных изделиях из Лагича
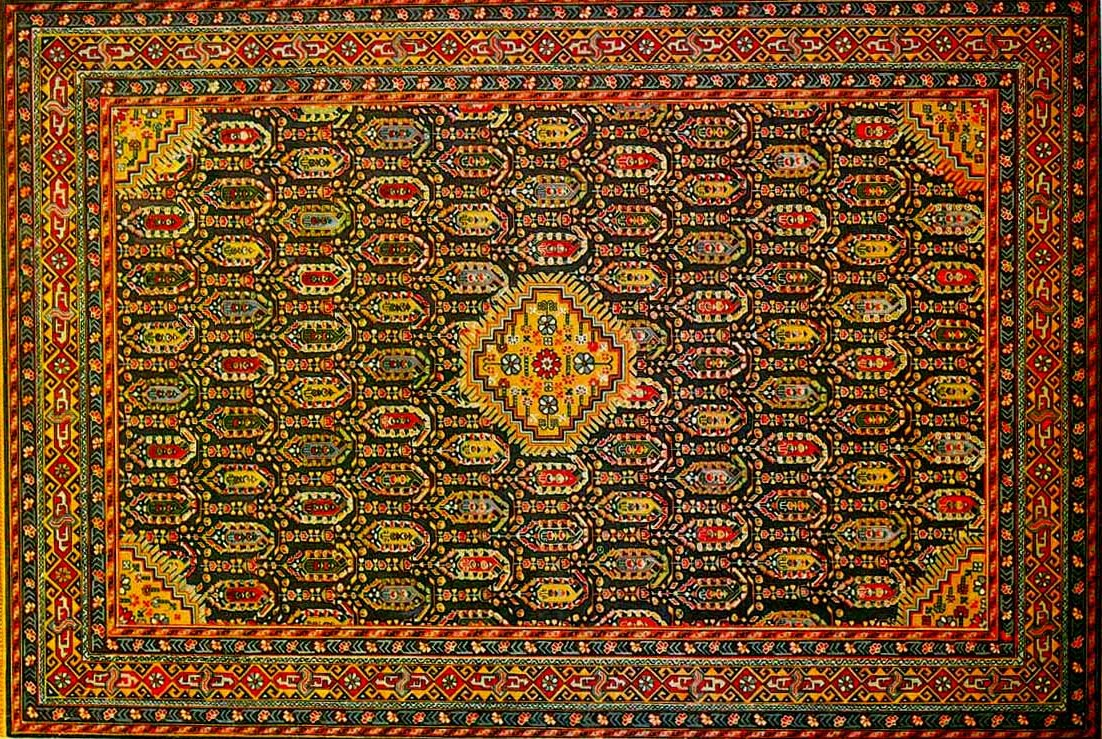
Изображения буты на ковре XVIII века из Баку

## Форма
Орнамент состоит из повторяющихся элементов — бута, направленных капель или в одном направлении, или в зеркальном, или в произвольном. Оставшееся свободное пространство может быть занято декоративными элементами в растительном стиле, кругами и прочими графическими элементами.
В Индии рисунок наносится на всё поле мелким орнаментом из цветочных розеток, пальметт и бута, кайма повторяет этот мотив в увеличенном размере, а свободный конец… украшен крупным орнаментом из рядов бута.
Внутри бута писались письма, стихи, заклинания или пожелания, делались сюжетные рисунки, чтобы бута «помогла» всему этому осуществиться.